# J-5幼獸巡航飛機
J-5幼獸巡航飛機（英語：Cub Cruiser)是Piper J-3 Cub的放大改良版本。它的設計晚於J-3 Cub兩年，其不同之處在於機身更寬，飛行員坐在前座，兩名乘客坐在後座。雖然官方稱其為三座，但更準確的說法是“兩個半座”，因為兩個後座過於狹窄，塞下兩名成人略顯困難。
J-5的三種型號（-A、-B、-C）的生產分為兩個截然不同的類別，並且能藉由起落架辨別差異。早期版本有外部彈力繩，其中783架是在1940年至1942年初之間建造的。1944年至1946年生產的型號包括為美國海軍HE-1，這些型號有內部彈力繩。2018年8月，美國聯邦航空總署登記冊上仍有327架J-5。

## 發展

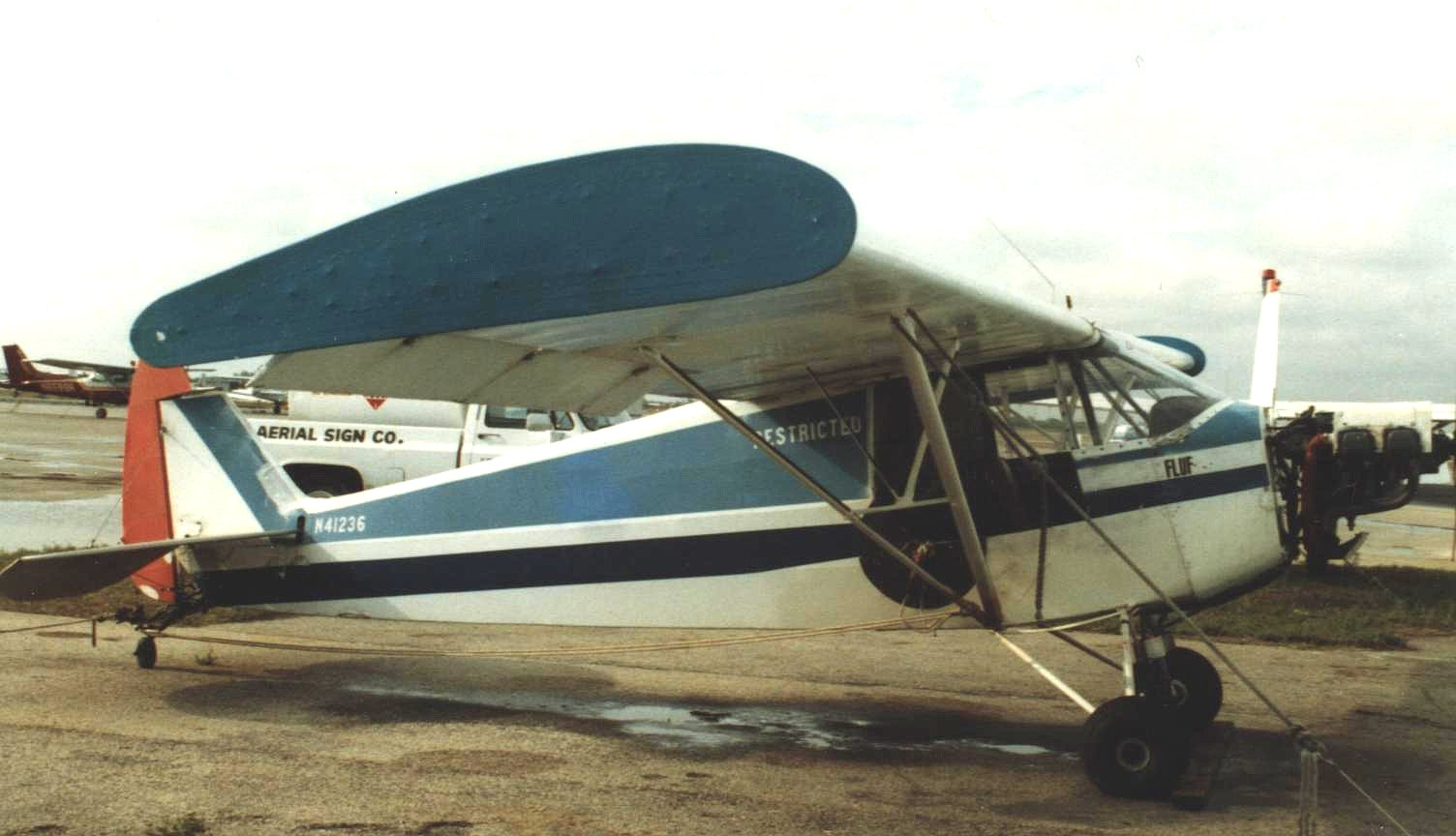
1987年3月在佛羅里達州北佩里機場，帶有機翼端板和橫幅牽引裝置的Piper J-5A Cub Cruiser

在整個二戰期間，派珀修改了J-5A的基本結構。J-5B裝配萊康明GO-145-C2發動機。後來的J-5C也作為HE-1（後來的AE-1）為美國海軍製造，帶有後鉸鏈機身甲板，使用萊康明O-235-2(軍用)/O-235-B(民用)發動機，配有電氣系統和重新設計的起落架。
戰後，派珀放棄了J-命名系統，轉而採用PA-系統，J-5C 成為PA-12超級巡航飛機。P-12比J-5A更受歡迎，共建造了3,759架。
派珀還生產了四座版本，並取名為PA-14家庭巡航飛機。就售出的飛機而言，它是三款機型中銷售最失敗的，1948-49年建造了238架，目前僅存約100架。

## 型號
J-5
裝配大陸A-75-8發動機的版本
J-5A
裝配大陸A-75-9發動機的版本
J-5A-80
裝配大陸A-80-8發動機的J-5A改版
J-5B
裝配萊康明O-145-B發動機的版本
J-5C
裝配萊康明O-235-B發動機的版本
J-5CA
為美國海軍生產的救護飛機原型機，型號HE-1
J-5CO
觀察機的原型機，後來修改為L-4X，成為軍用L-14的原型機
J-5D
1946年製造了配備萊康明發動機的版本

### 軍用型號

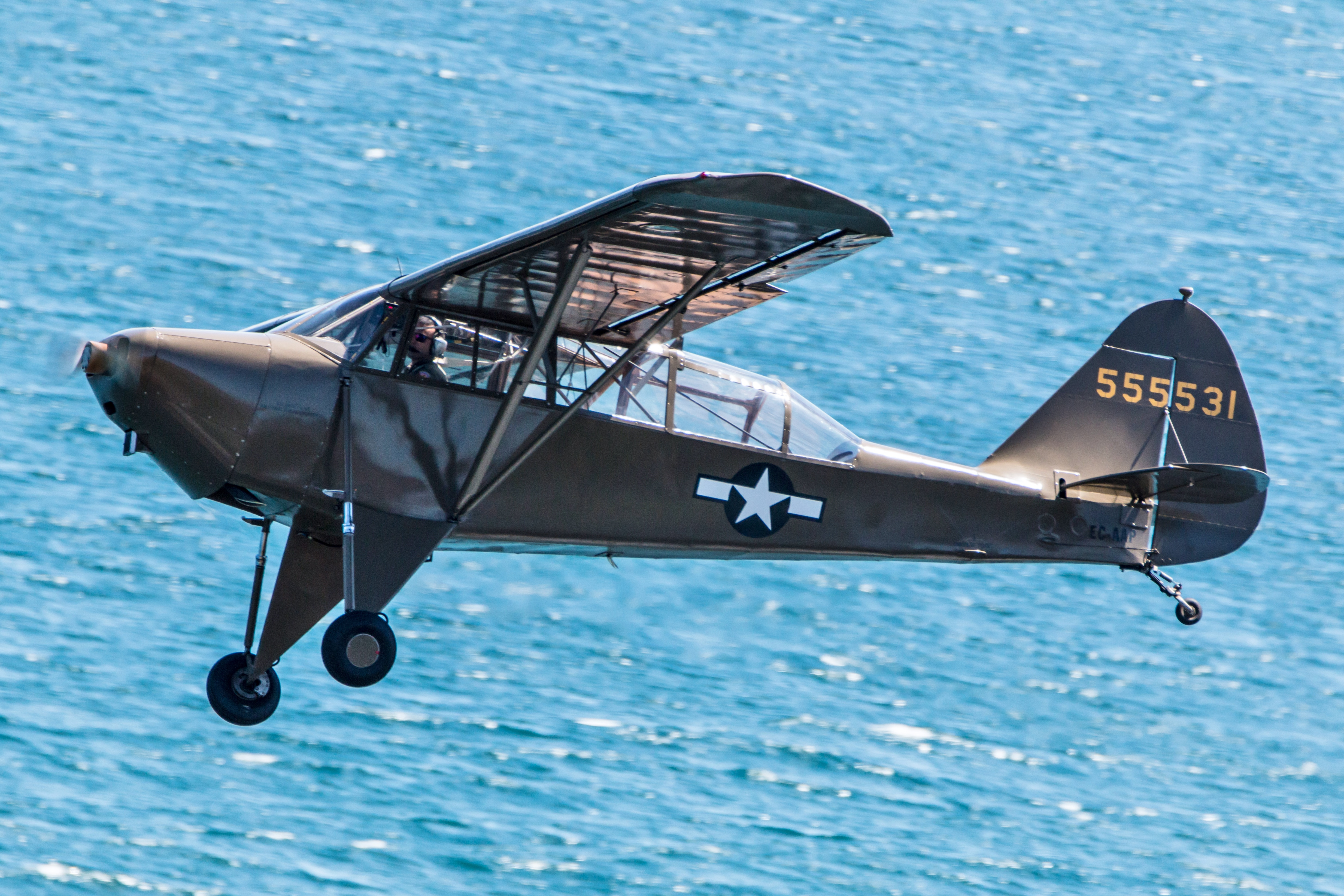
在2016年希洪國際航空節修復過的Piper L-14

### 註記
1. ↑  . Federal Aviation Administration. 21 August 2018  [21 August 2018]. （原始内容存档于22 August 2018）..
2. ↑  Peperell, 1987, p. 43, FAA ATC 725
3. 1 2  Simpson, 2005, p. 430

### 書目
- Peperell, Roger. . Air-Britain (Historians) Ltd. 1987. ISBN 0-85130-149-5.
- Simpson, Rod. . Airlife Publishing Ltd. 2001. ISBN 1-84037-115-3.

## 外部連結
- Detailed photos - Piper L-14 Army Cruiser